# Martin Eriksson (lekkoatleta)
Martin Eriksson (ur. 15 czerwca 1971 w Sztokholmie) – szwedzki lekkoatleta, specjalizujący się w skoku o tyczce. Uczestnik letnich igrzysk olimpijskich (Sydney 2000).

## Sukcesy sportowe
- Sztokholm 1996 – halowe mistrzostwa Europy – 5. miejsce w skoku o tyczce
- Palma de Mallorca 1999 – letniej uniwersjada – 4. miejsce w skoku o tyczce
- Gandawa 2000 – halowe mistrzostwa Europy –  srebrny medal w skoku o tyczce
- 3-krotny mistrz Szwecji w skoku o tyczce (1997, 1999, 2000)[1]
- 2-krotny halowy mistrz Szwecji w skoku o tyczce (1999, 2000)[2]

## Rekordy życiowe
- skok o tyczce
  - stadion: 5,80 (Petersburg 2000)
  - hala: 5,72 (Glasgow 2000)